# Resolució 1362 del Consell de Seguretat de les Nacions Unides
La Resolució 1362 del Consell de Seguretat de les Nacions Unides fou adoptada per unanimitat l'11 de juliol de 2001. Després de recordar anteriors resolucions sobre Croàcia incloses les resolucions 779 (1992), 981 (1995), 1147 (1997), 1183 (1998), 1222 (1999), 1252 (1999) i 1285 (1999), 1307 (2000) i 1335 (2001), el Consell va autoritzar la Missió d'Observadors de les Nacions Unides a Prevlaka (UNMOP) a continuar supervisant la desmilitarització a la zona de la península de Prevlaka fins al 15 de gener de 2002.
El Consell de Seguretat va acollir amb beneplàcit la situació generalment tranquil·la i estable de la península de Prevlaka, però continuava preocupat per les violacions del règim de desmilitarització i les limitacions de la llibertat de moviment dels observadors de les Nacions Unides. Va donar la benvinguda a l'obertura dels punts de cruïlla entre Croàcia i Montenegro facilitant el trànsit civil i comercial sense incidents de seguretat que representaven una mesura significativa de creació de confiança entre els dos països. Encara hi havia preocupació per la manca de progrés cap a la solució de la disputa per Prevlaka i un programa de desminatge. La resolució va assenyalar que la presència de la UNMOP va contribuir enormement a mantenir les condicions propícies per a la solució de la disputa.
Es va instar tant a Croàcia com a la República Federal de Iugoslàvia (Sèrbia i Montenegro) a aplicar plenament un acord sobre la normalització de les seves relacions, cessar les violacions del règim de desmilitarització, reduir la tensió i garantir la lliure circulació als observadors de les Nacions Unides. El Consell va donar la benvinguda a la represa de les discussions entre ambdues parts. Es va demanar a ambdós països que implementessin mesures de confiança a partir de la Resolució 1252 i que informessin sobre el progrés de llurs negociacions bilaterals almenys dues vegades al mes.
Finalment, es requeria que la Força d'Estabilització, autoritzada a la Resolució 1088 i estesa per la Resolució 1357, cooperés amb la UNMOP.